# Volkswagen Polo
Volkswagen Polo er en minibil fra bilfabrikanten Volkswagen i Wolfsburg, som blev introduceret for første gang i 1975. Bilmodellen, hvis navn er afledt[kilde mangler] af sportsgrenen polo, var først en billigudgave af den højere udstyrede Audi 50, som udgik i 1978. Ved introduktionen var Polo en spartansk udstyret minibil, som var nummeret mindre end Volkswagen Type 1. Gennem udviklingen af nye generationer var fjerde generation af Polo lige så stor som Golf II.
Under betegnelsen Polo Classic og Polo Variant solgte Volkswagen SEAT Córdoba hhv. SEAT Córdoba Vario med ændret for- og bagparti. I Sydafrika blev SEAT Ibiza solgt som Volkswagen Polo Playa.

## Overblik over generationerne
- Polo I (type 86)
1975−1981
- Polo II (type 86c)
1981−1994
- Polo III (type 6N)
1994−2002
- Polo IV (type 9N)
2002−2009
- Polo V (type 6R)
2009−2018
- Polo VI (type AW)
2018−
- Polo 2019 [1]
- Polo 2020[2]

## Afledte modeller
| - Audi 50 (Polo I) - Audi A1 (Polo V) - Audi A2 (Polo III) - SEAT Arosa (Polo III) - SEAT Ibiza (Polo III, Polo IV, Polo V) - SEAT Córdoba (Polo III, Polo IV) | - SEAT Inca (Polo III) - Škoda Fabia (Polo IV) - Škoda Roomster (Polo IV) - Volkswagen Lupo (Polo III) - Volkswagen Fox (Polo IV) - Volkswagen Caddy (Polo III) |

## Konkurrenter
| - Alfa Romeo MiTo - Citroën Visa, AX, Saxo, C2, C3 - Fiat 127, Uno, Punto, Grande Punto - Ford Fiesta - Honda Logo, Jazz - Mazda 121, 2 | - Mitsubishi Colt - Nissan Micra - Opel Corsa - Peugeot 205, 206, 207 - Renault 5, Clio - Toyota Starlet, Yaris |